# Alexandre Stuart (1er duc d'Albany)
Pour les articles homonymes, voir Alexandre Stuart et Stuart.
Alexandre Stuart (v.1454-1485), comte de March et 1er duc d'Albany, est le second fils du roi Jacques II d'Écosse et de Marie d'Egmont.

## Biographie
Il est créé duc d'Albany (2e création) avant 1458. Il reçoit également le titre de comte de March en 1455. Pendant le règne de son frère Jacques III d'Écosse, il prend une part active au gouvernement du pays et à la défense des frontières.
Brouillé avec son frère qui le soupçonne de vouloir s'emparer du trône en 1479, il intrigue avec les Anglais. Il s'enfuit en Angleterre et cherche à s'imposer avec l'appui du roi Édouard IV d'Angleterre, qu'il promet de reconnaître comme suzerain et s'auto-proclame roi d'Écosse sous le nom d' « Alexandre IV ». L'impopulaire Jacques III est emprisonné au château d'Édimbourg par les nobles mécontents en juillet 1482. Son favori Robert Cochrane est exécuté et Albany prend les rênes du gouvernement.
Avec l'aide de fidèles, Jacques reprend le pouvoir en janvier 1483 ; Albany s'enfuit à la cour d'Édouard IV en Angleterre. Il y rencontre James Douglas, 9e comte de Douglas, en rébellion contre le pouvoir royal depuis 1452 et exilé en Angleterre depuis sa défaite à la bataille d'Arkinholm en 1455. Le nouveau roi d'Angleterre Richard III prévoit initialement d'envahir l'Écosse mais il décide de concentrer sa politique étrangère à l'élimination de la menace posée par le prétendant au trône Henri Tudor. Il ne donne que sa permission à Albany et Douglas pour envahir l'Écosse à l'été 1484.
À la tête de 500 cavaliers, Albany et Douglas entrent en Écosse le 22 juillet 1484 pendant la foire annuelle. Bien qu'ils aient espéré que la population et les autres nobles se rebellent contre Jacques III, ils rencontrent une résistance inattendue à la bataille de Lochmaben Fair. Douglas est capturé par les hommes du roi tandis qu'Albany s'enfuit.
Condamné à mort par contumace, il se réfugie en France après la mort du roi d'Angleterre, et meurt à Paris lors d'un duel en 1485.

## Mariage et descendance
Vers 1475, il épouse Catherine Sinclair fille de William Sinclair, comte des Orcades, mais le mariage est dissous en 1477. Leur fils :
- Alexandre Stuart (1477-1537), évêque de Moray, est réputé illégitime en 1516.

Le 16 février 1479, il épouse Anne de La Tour-d'Auvergne. Ils ont un fils :
- John Stuart (né en 1481), duc d'Albany.